# 靛蓝穗花报春
靛蓝穗花报春（学名：Primula watsonii），为报春花科报春花属下的一个植物种。模式标本采自四川康定附近。